# Zoobotánico Jerez
Le Zoobotánico Jerez, aussi appelé Parc zoologique et jardin botanique Alberto Durán, est un parc zoologique et jardin botanique espagnol situé en Andalousie, dans l'ouest de la ville de Jerez de la Frontera. Il est la propriété de la ville de Jerez. 
Ouvert en 1953, il tire son nom du conseiller municipal des parcs et jardins du maire Álvaro Domecq Díez, et s'étend actuellement sur 5,5 hectares. Il fut construit sur le lieu de stockage de l'eau acheminée par l'aqueduc de Tempul depuis la source de Tempul (manantial de Tempul), permettant d'approvisionner Jerez et plusieurs villes de la baie de Cadix en eau potable au XIXe siècle.
Membre permanent de l'Association européenne des zoos et aquariums, il s'engage dans la conservation ex situ en participant à des programmes européens pour les espèces menacées.

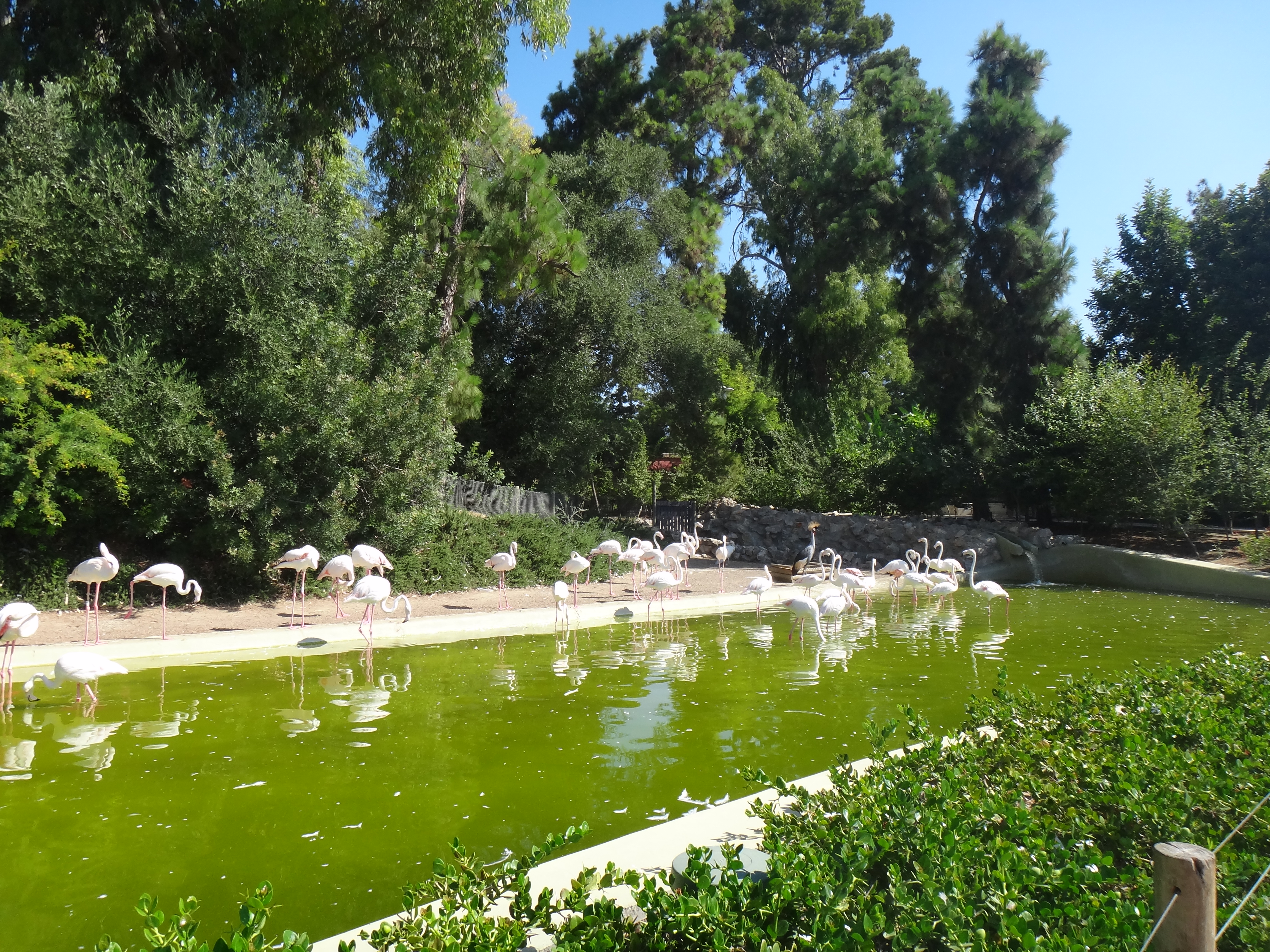
Flamants roses à l'entrée

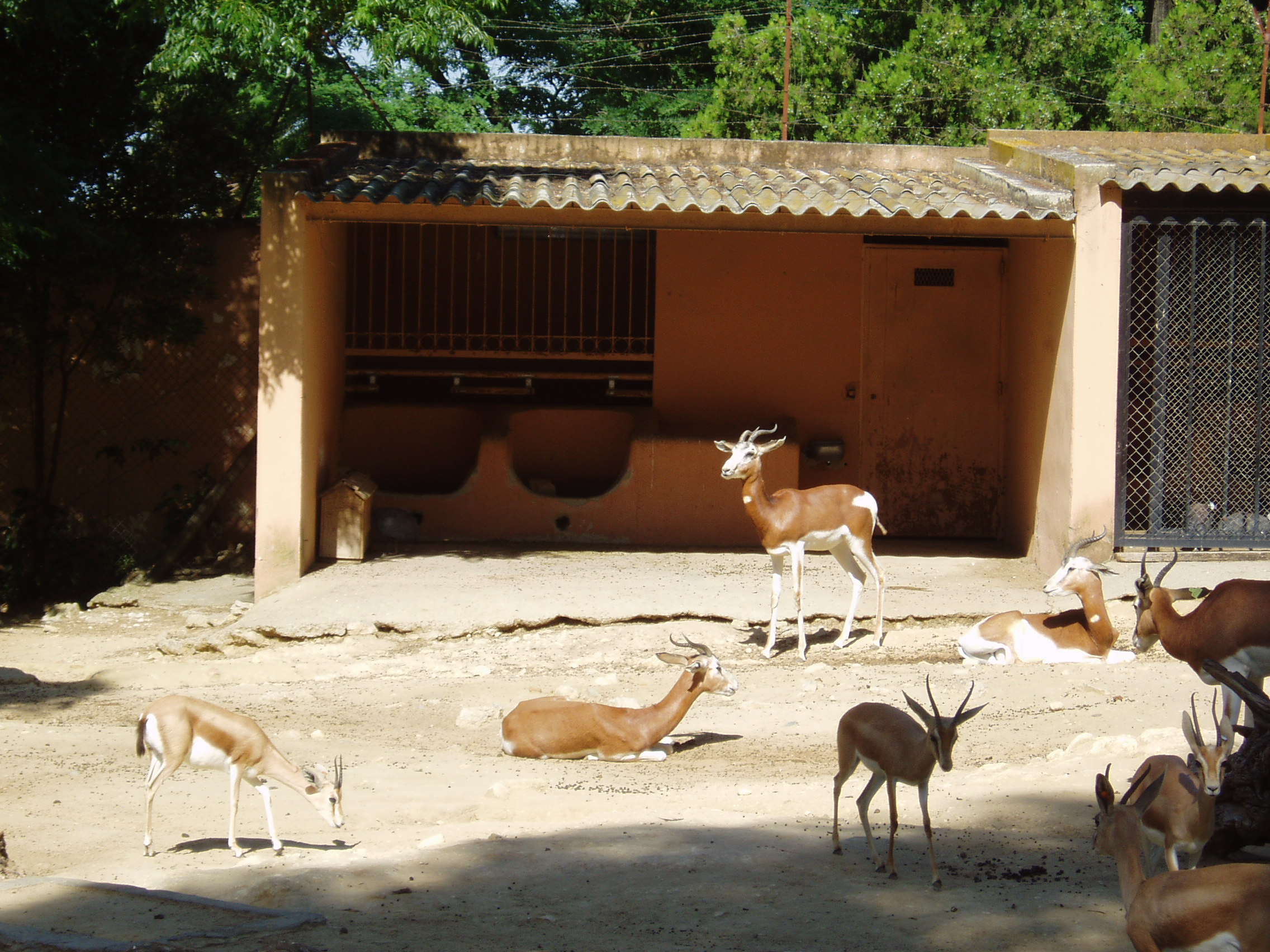
Gazelles dama et gazelles dorcas.

## Historique
Son histoire commence en 1889, lorsque se construisent les réserves d'eau de la ville et que des jardins se mettent en place autour, qui seront ensuite nommés les jardins de Tempul.
En 1939 ils deviennent des jardins publics, puis amorcent une transformation en véritable jardin botanique, l'un des plus anciens d'Espagne, comprenant une importante collection d'arbres centenaires.
En 1953 le Parc Zoologique et Jardin Botanique Alberto Durán est inauguré, présentant alors des animaux.
Un parc aquatique est prévu par la municipalité. Il est actuellement en projet d'agrandissement et de rénovation, ce qui triplera sa superficie

## Le jardin botanique
Dans le parc coexistent des zones dans lesquelles dominent les installations dédiées aux animaux et d'autres davantage dédiées aux plantes. Environ 150 espèces d'arbres sont représentées, dont notamment, le cèdre de l'Himalaya, le platane commun, des pins parasols, quelques exemplaires de cyprès de l'Atlas, mais aussi des micocouliers de Provence, des savonniers et des Erythrina corallodendron. Les palmiers sont nombreux et centenaires, les palmiers éventails, les palmiers dattiers et les palmiers des Canaries prédominent.
En raison des étés extrêmement chauds et secs du sud de l'Andalousie, la culture des plantes de climat tempéré n'est pas la plus appropriée, mais sous la couverture végétale de ces arbres se développent un grand nombre d'arbustes et de plantes grimpantes de climat subtropical.
Récemment se sont créés quelques jardins thématiques comme celui des plantes grasses et le jardin des cycas. Des expositions temporaires de thématiques variées sont présentées, parfois zoologiques, parfois botaniques et parfois mixtes (récemment les zones humides et les espèces invasives étaient à l'honneur). Pour le 58e anniversaire du centre a été inauguré le jardin des chênes lièges, que présente la flore des Montes de Propio, appartenant au parc naturel de los Alcornocales, financé par la Fondation Jaime González-Gordon.
Le 25 septembre 2002, la Direction Générale de Biens Culturels le proclame Jardin d'intérêt culturel, en raison des activités qu'il organise en faveur de la protection de la nature, dont notamment :
- le contrôle de la flore invasive dans le parc naturel de la baie de Cadix. Le but est l'éradication de deux types de plantes invasives originaires d'Afrique qui constituent un danger pour la flore autochtone.
- le sauvetage des narcisses dans la commune de Médina-Sidonia en 1996. La présence de ces plantes est assez rare et à cette époque elles étaient menacées par un projet de construction d'une quatre voies, il a donc été décidé de réaliser le sauvetage des exemplaires présents et leur replantation future, qui fut un succès.
- la création d'un herbier et d'une banque de graines est prévue, avec pour finalité de promouvoir la recherche botanique, la conservation de la flore et l'éducation.

## Le parc zoologique
Consacré initialement à la faune de la péninsule ibérique, il a progressivement élargi sa collection jusqu'à présenter plus de 1 000 animaux de 200 espèces des cinq continents. Beaucoup de ces animaux sont nés en captivité, comme les tigres blancs.
Récemment, une exposition permanente de reptiles et d'amphibiens a été ouverte en collaboration avec une entreprise spécialisée dans ce domaine.
La clinique du zoo participe au sauvetage d'animaux, en participant au réseau de sauvetage de la Junte d'Andalousie.

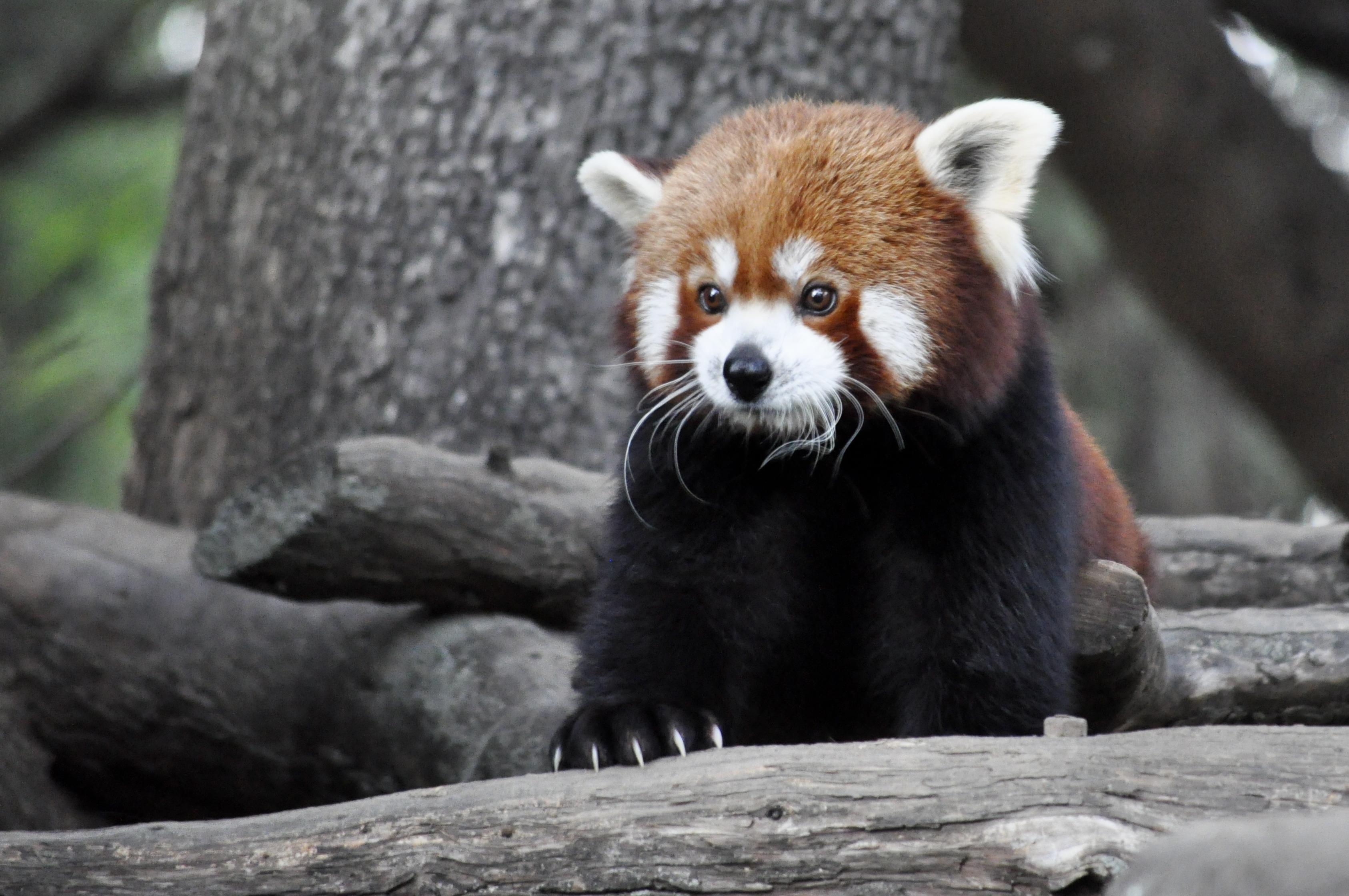
Un panda roux au zoo de Jerez
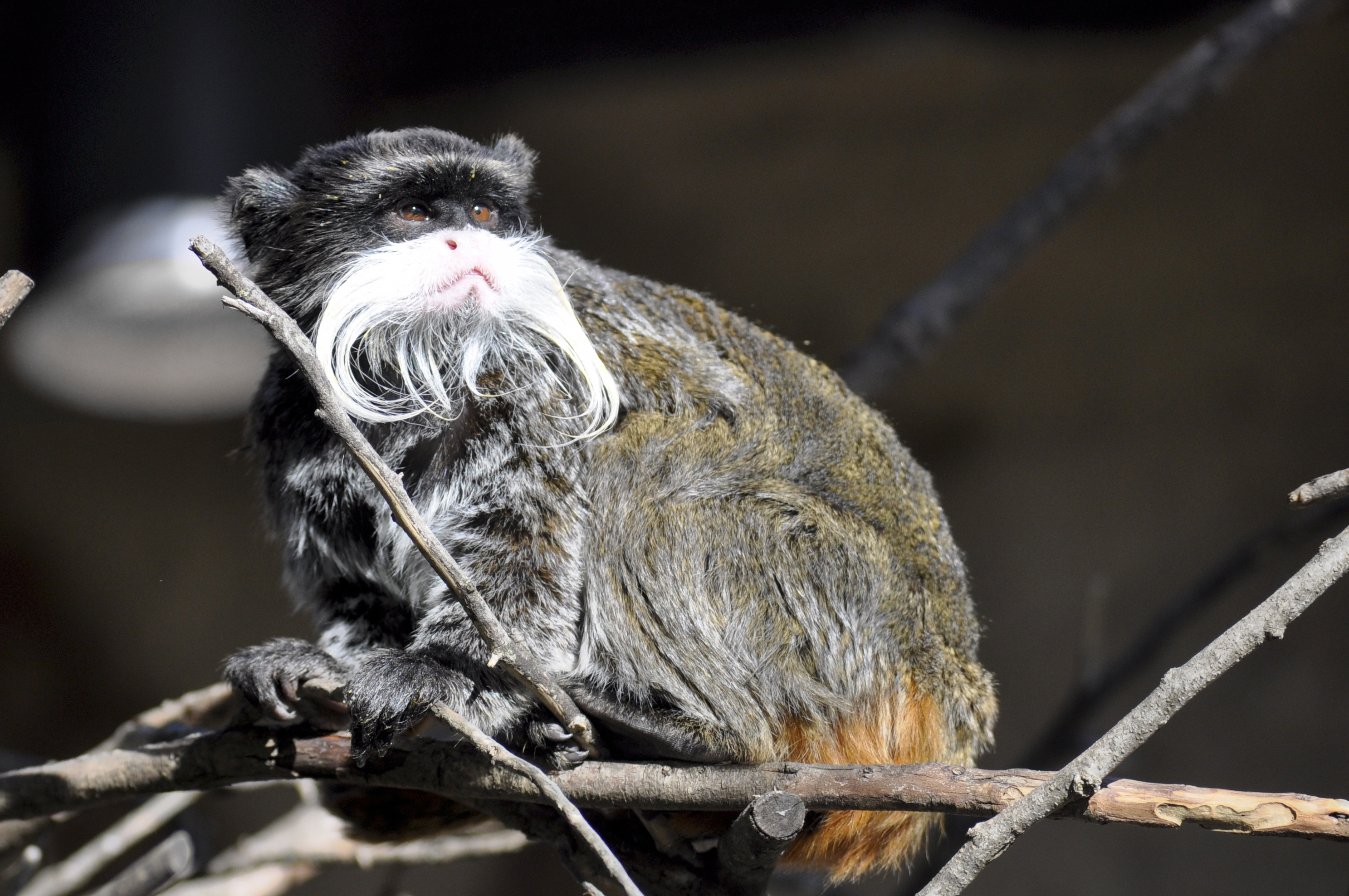
Un tamarin empereur au zoo Jerez
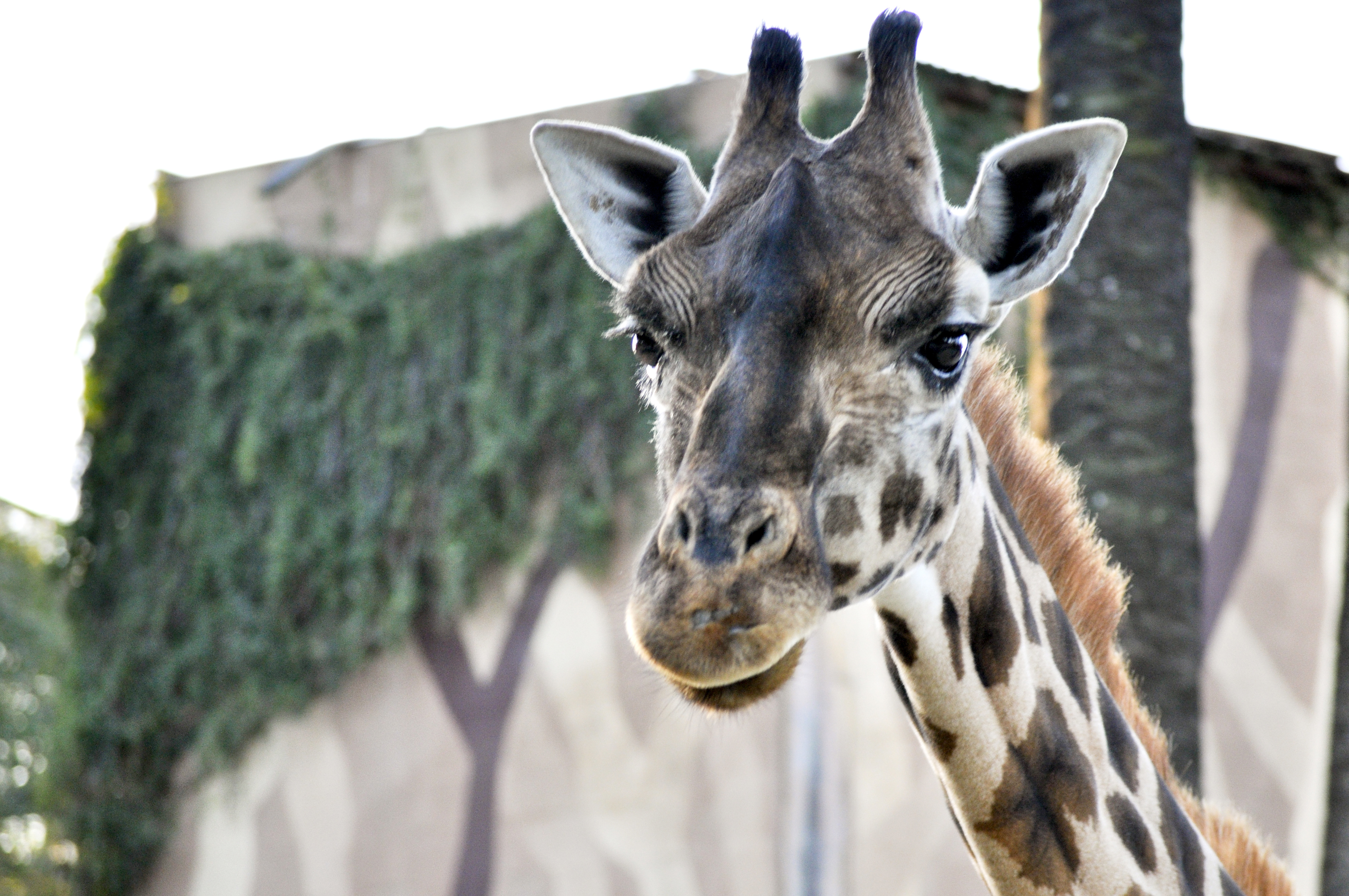
L'une des girafes du zoo
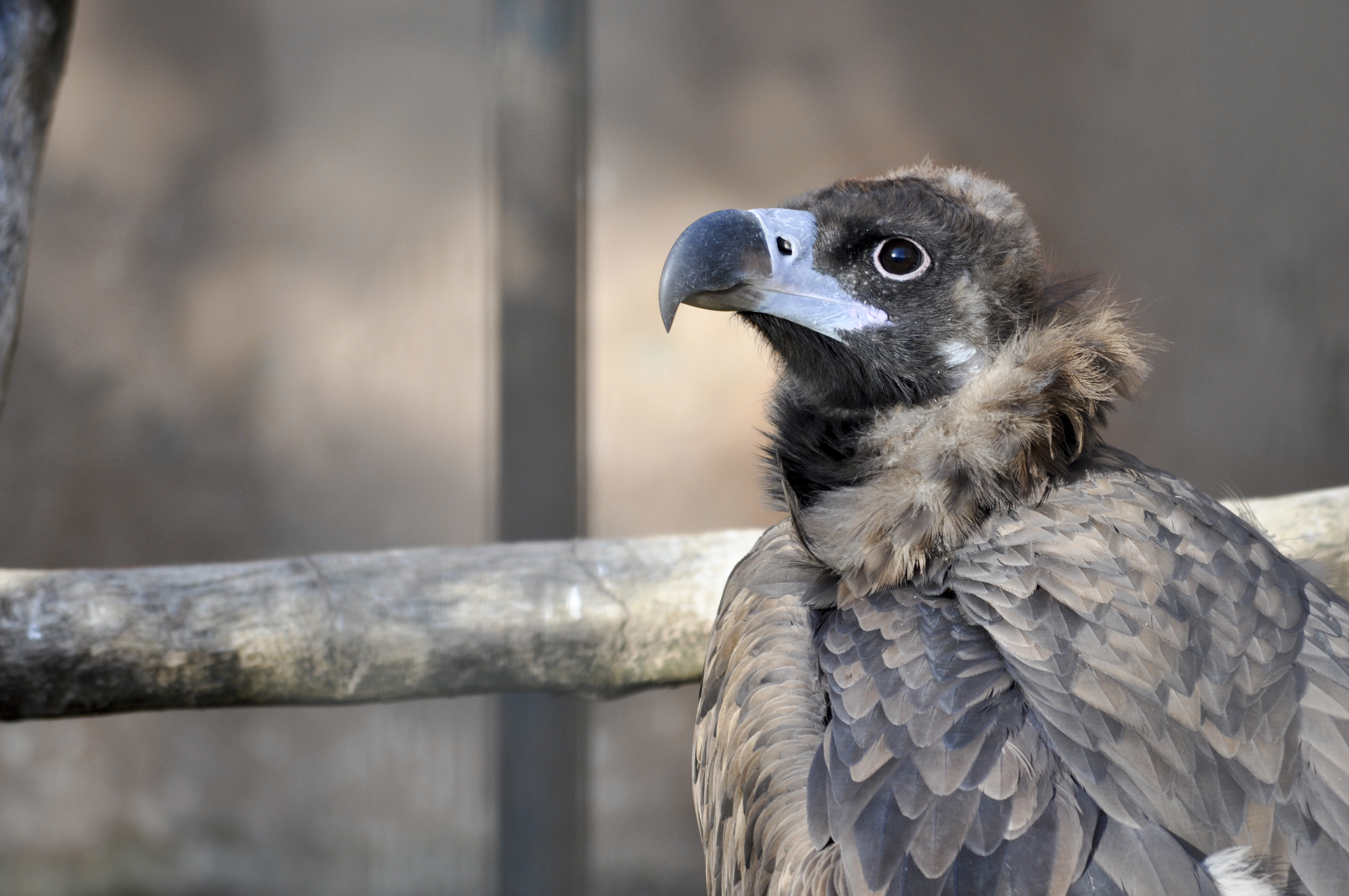
Vautour moine
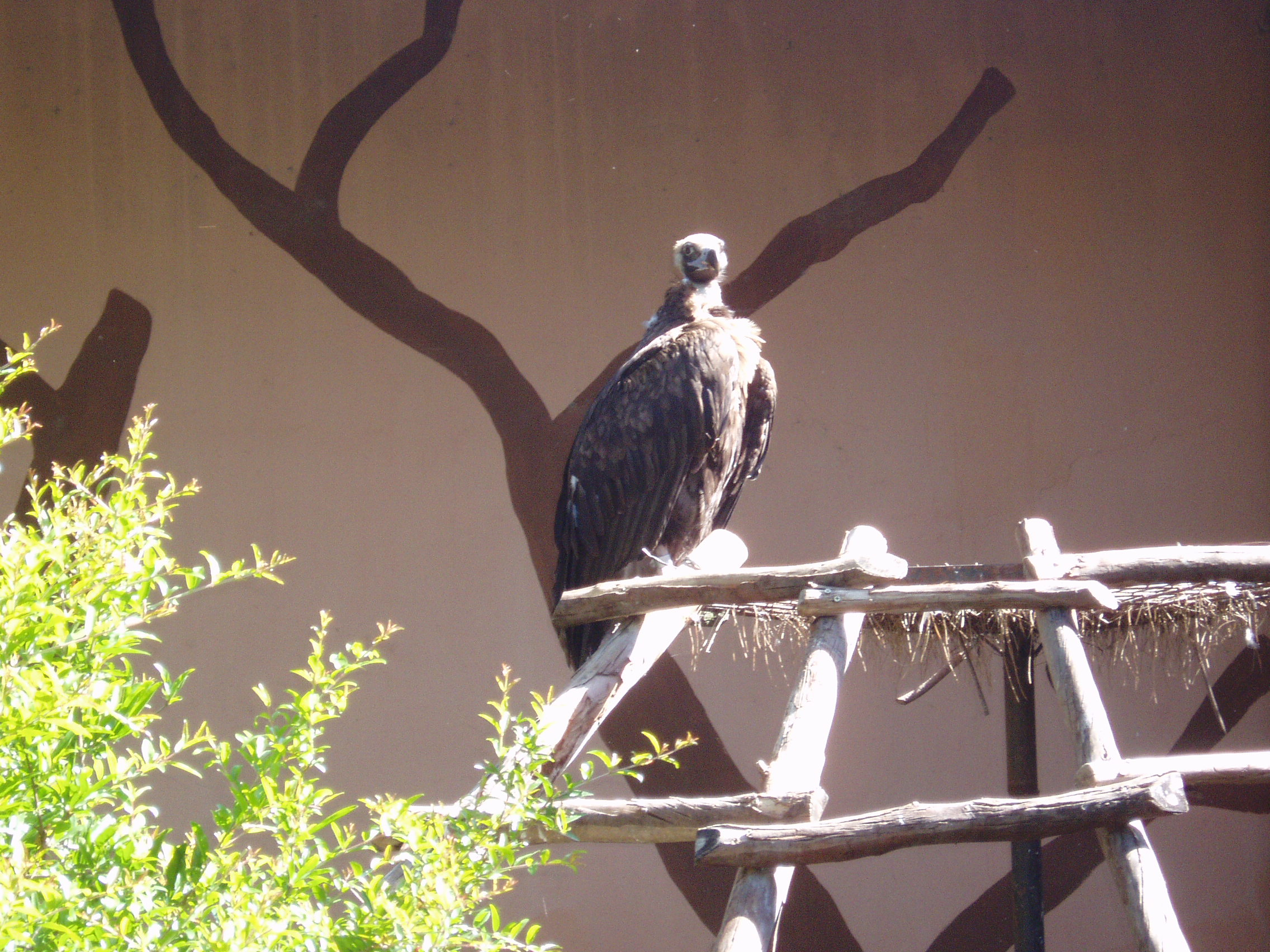
Vautour moine
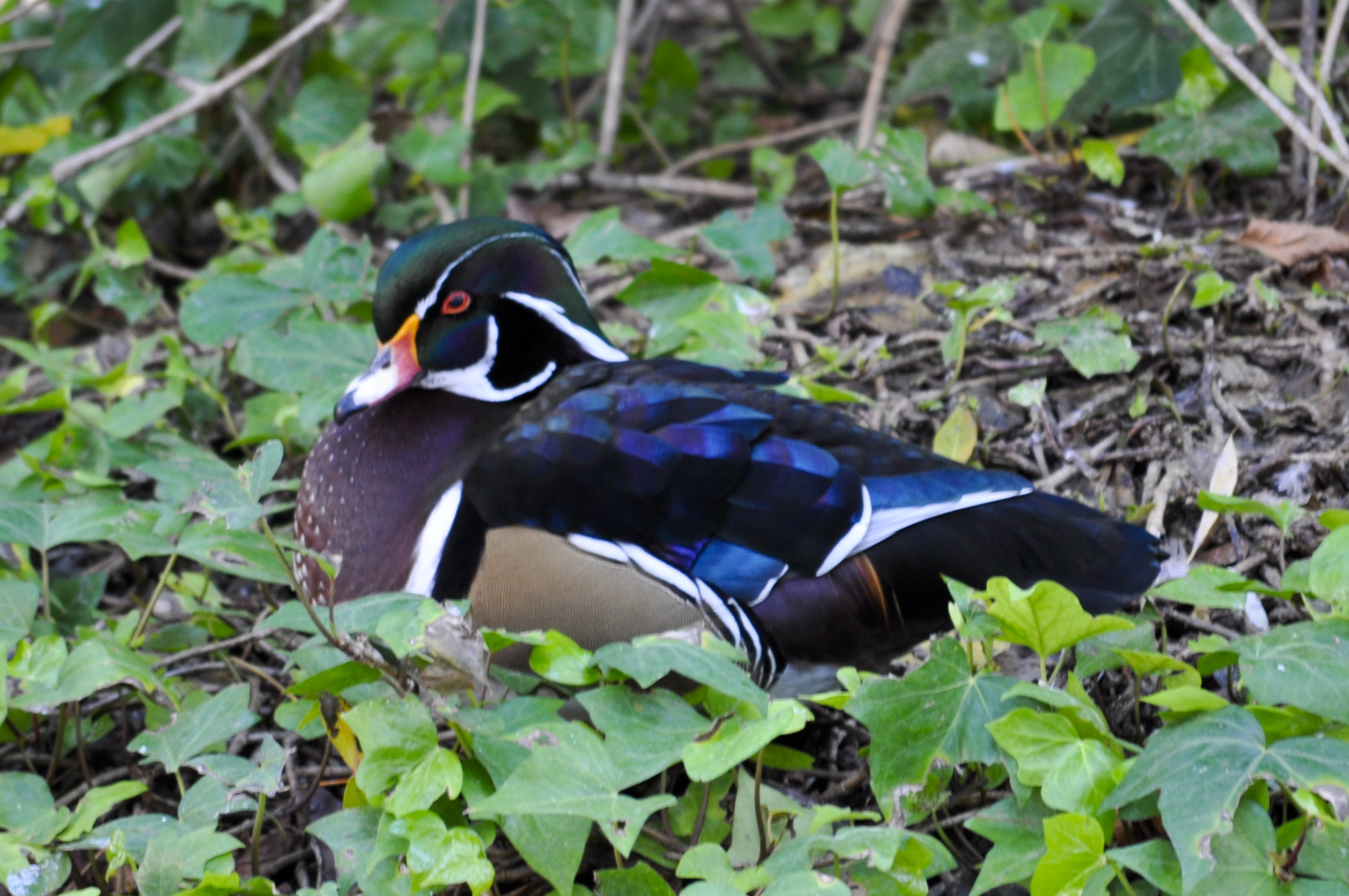
Canard branchu
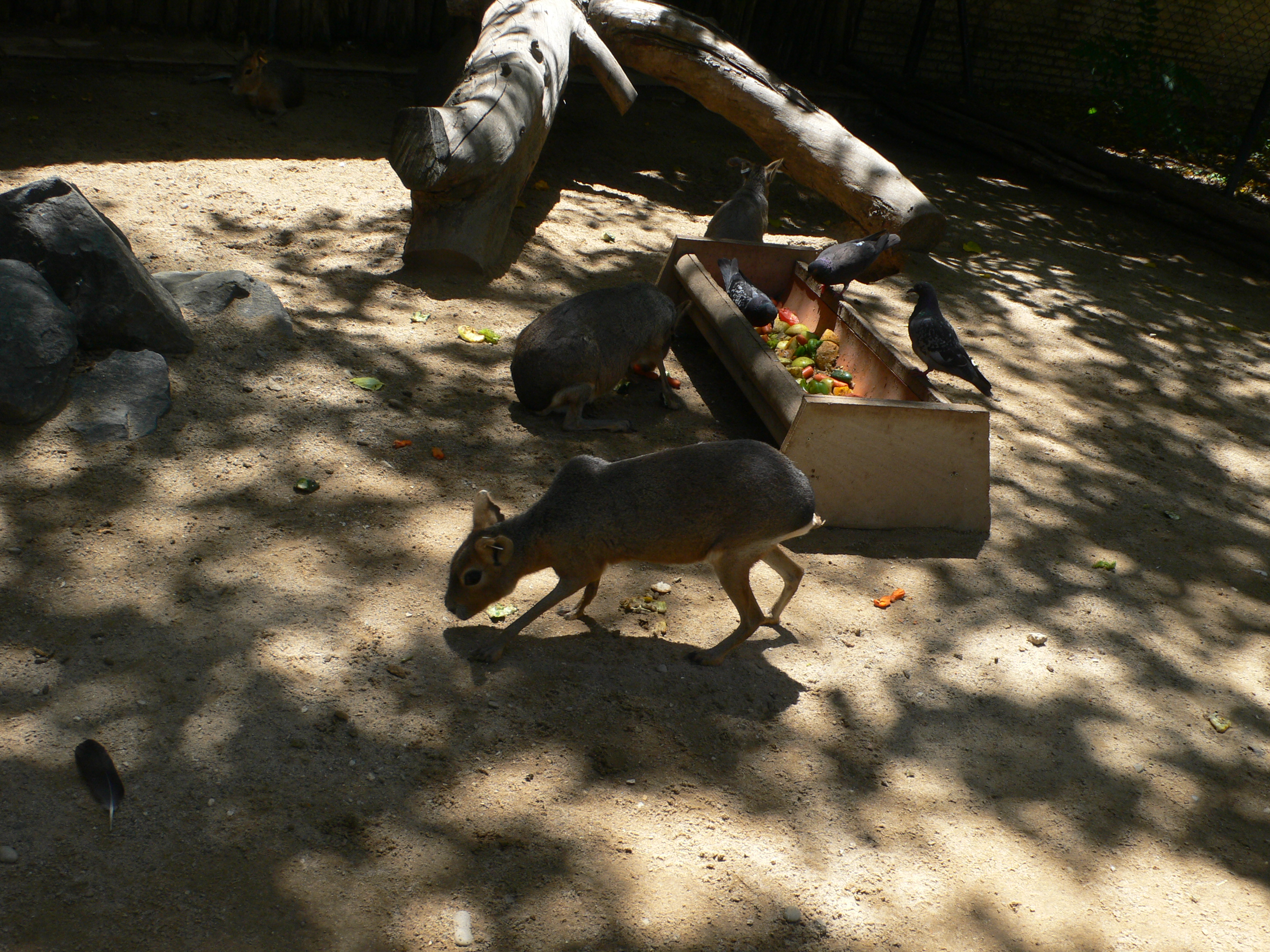
Lièvre de Patagonie

## Conservation
Membre permanent de l'Association européenne des zoos et aquariums (EAZA), il s'engage dans la conservation ex situ en participant à des programmes européens pour les espèces menacées (EEP et ESB).
Il coordonne l'EEP dédié au faucon crécerellette (préoccupation mineure) et l'ESB dédié au vautour fauve (préoccupation mineure).
La partie zoologique développe des projets de reproduction et de conservation des quelques espèces menacées qu'il héberge : panda roux, loup ibérique, oryx d'Arabie, vautour moine, ibis chauve, gazelle dama, éléphant africain, lynx ibérique et percnoptère entre autres.
Le parc participe à quinze programmes européens pour les espèces menacées (EEP) coordonnés par l'EAZA, en basant ses actions sur l'obtention de populations viables pour une éventuelle future réintroduction dans leurs habitats naturels.
Outre ces projets le zoo développe un grand nombre de programmes de reproduction de faune ibérique menacée,.

## Économie et gestion
Le développement du parc zoologique a été à la charge de la mairie de Jerez depuis sa création jusqu'en 2013, date à laquelle la députation provinciale de Cadix commence à y collaborer. Le parc a aussi réalisé pendant un temps de nombreux parrainages d'espèces par des entreprises privées, moyennant une participation au financement.
Sa fréquentation est plutôt en baisse : en 1999 il recevait 206 000 visiteurs, en 2009 il en recevait 175 000, en 2008 ce chiffre était de 157 624, et en 2013 de 140 000.

## Critiques
En 2011, les travailleurs du zoo se sont plaints du manque de personnel, de failles dans les installations et d'un manque de soutien institutionnel.